# 新潟県道332号湯之谷越後広瀬停車場線
新潟県道332号湯之谷越後広瀬停車場線（にいがたけんどう332ごう ゆのたにえちごひろせていしゃじょうせん）は、新潟県魚沼市内を通る一般県道である。

## 概要
路線名の「湯之谷」は、起点付近の旧自治体名（新潟県北魚沼郡湯之谷村）に由来する。

### 路線データ
- 起点：新潟県魚沼市吉田字十二田（国道352号・新潟県道70号小出守門線交点）
- 終点：越後広瀬停車場（新潟県魚沼市並柳、国道252号・国道352号交点）

## 地理

### 通過する自治体
- 新潟県
魚沼市

### 交差する道路
- 国道352号（樹海ライン）（起点：吉田交差点）
- 新潟県道70号小出守門線（吉田交差点（起点） - 魚沼市清本で重複）
- 新潟県道553号広神小出線（魚沼市七日市）（「県道70号」重複区間）
- 新潟県道328号三ツ又小出線（山田下交差点）（「県道70号」重複区間）
- 新潟県道417号米沢今泉線（魚沼市今泉地内で重複）（「県道70号」重複区間）
- 新潟県道501号江口今泉線（魚沼市今泉字橋場ノ上）（「県道70号」重複区間）
- 新潟県道448号赤土並柳線（魚沼市清本 - 魚沼市長堀新田で重複）
- 国道252号・新潟県道346号親柄大白川停車場線（親柄交差点）（「国道252号」・「県道346号」重複区間）
- 国道352号（魚沼市親柄 - 和田交差点で重複）
- 国道252号（和田交差点）
- 国道252号・国道352号（終点：魚沼市並柳、「越後広瀬駅」西方）（「国道252号」・「国道352号」重複区間）

### 沿線
- JR只見線
  - 藪神駅 - 越後広瀬駅
- 新潟労働局 小出労働基準監督署
- 魚沼市役所 広神庁舎（旧・広神村役場）
- 魚沼市立湯之谷中学校
- 魚沼市立広神中学校
- 魚沼市立井口小学校
- 魚沼市立広神東小学校
- 魚沼市立広神西小学校
- JA北魚沼
  - 湯之谷支店
  - 薮神支店
  - 広瀬支店
- 広神郵便局
- 原信 小出東店
- コメリハードアンドグリーン 広神店
- 原信 小出東店
- 蔦屋書店 小出店
- ドラッグ・トップス 小出店
- クスリのコダマ 小出南店
- Aコープ北魚沼
  - ゆのたに店
  - 薮神店
  - 広瀬店
- 破間川
- 道の駅ゆのたに
- 魚沼市湯之谷薬師スキー場